# Felsrelief von Malpınar
Koordinaten: 37° 30′ 40,1″ N, 38° 8′ 58″ O
Das Felsrelief von Malpınar, auch Malpınarı, ist ein späthethitisches Monument mit einer Inschrift in luwischen Hieroglyphen aus dem 8. Jahrhundert v. Chr. in der Südosttürkei. Es ist seit Anfang der 2010er Jahre im Wasser des zum Burç-Bendi-Stausee aufgestauten Flusses Göksu untergegangen.

## Lage
Das Relief liegt beim Weiler Malpınar, sieben Kilometer westlich des Dorfes Kuyulu im zentralen Bezirk der Provinz Adıyaman und etwa 30 Kilometer südwestlich der Provinzhauptstadt. Einige Kilometer weiter südlich in Richtung zur Mündung des Göksu in den Euphrat stehen die Reste einer Brücke aus römischer Zeit. Sie gehörte zur Militärstraße von Zeugma nach Samosata, der Hauptstadt des Reiches Kommagene im 2. Jahrhundert v. Chr. Letzteres entspricht in der Entstehungszeit des Felsreliefs etwa dem späthethitischen Königreich Kummuḫ, dessen Hauptstadt wahrscheinlich ebenfalls Samosata, damals Kummaha, war. 7,5 Kilometer westlich liegt der Grabhügel von Sesönk aus der Zeit um Christi Geburt. Westlich von Malpınar bricht der Felsen steil zum Fluss ab, am Fuß der Steilwand lag das Relief nahe dem Ufer, ist aber heute vom Stausee bedeckt. Etwa 25 Meter flussabwärts entsprang in einer Grotte eine Quelle, die dem Ort den Namen (Malpınar türkisch für Viehquelle) gab.

## Forschungsgeschichte
Das Felsrelief wurde im September 1979 vom türkischen Hethitologen Mustafa Kalaç und seinen Studenten Selahattin Aksu und Hüseyin Sayıcı im Rahmen des Lower Euphrates Survey der Technischen Universität des Nahen Ostens (METU) in Ankara entdeckt. Sie fertigten Photographien und Latex-Abklatsche an. Kalaç veröffentlichte 1979 den ersten Bericht in den Lower Euphrates Project Publications der METU, eine weitere Publikation folgte 1989 gemeinsam mit dem britischen Hethitologen John David Hawkins. Hawkins nahm die Inschrift 2000 in sein Corpus of hieroglyphic Luwian inscriptions auf, wobei er noch einige Verbesserungen in der Lesung des Textes vornahm. Schließlich beschrieb Horst Ehringhaus den Ort 2014 in seinem Band über die Felsreliefs der luwischen Staaten Kleinasiens.

## Beschreibung
Die Inschrift und das Relief sind in einer in den Felsen eingetieften rechteckigen Nische von 1,80 Meter Breite und 0,90 Meter Höhe angebracht. Rechts ist nahe am Rand eine 0,80 Meter hohe männliche Figur abgebildet, die bis in die oberste Textzeile reicht und unten den Text etwas überragt. Sie schreitet nach rechts und ist in assyrischem Stil mit einem langen, über die Knöchel reichenden Gewand mit gefranstem Saum bekleidet. Auf dem Kopf trägt die vermutlich bärtige Gestalt eine hohe Kopfbedeckung. Die Haare sind im Nacken zu einem Knoten gebunden. Einzelheiten der Kleidung sind aufgrund der Verwitterung nicht zu erkennen. Ein Arm, wohl der rechte, ist nach vorn gestreckt und hält einen langen, bis zum Boden reichenden Stab mit Knauf, wahrscheinlich ein Herrschersymbol. Der andere ist nach oben angewinkelt und die Hand zeigt zum Mund. Damit ähnelt sie nach Hawkins der amu-figure, wobei amu das EGO-Zeichen („Ich“)  der luwischen Hieroglyphen bezeichnet, mit dem zahlreiche Texte eingeleitet werden.
Der sechszeilige Text beginnt in der rechten oberen Ecke und verläuft in bustrophedon-Form bis nach rechts unten. In jeder Zeile sind einige Zeichen rechts der Figur geschrieben. Teile der Inschrift sind durch ein 0,40 × 0,60 Meter großes Loch im linken Teil im Bereich der letzten drei Zeilen und ein kleineres darüberliegendes verloren, auch die Verwitterung beeinträchtigt die Lesbarkeit in diesem Abschnitt stark. Der Verfasser, der wohl auch der Dargestellte ist, stellt sich als Atayazas, Flussherr der Städte Sari(?)ta und Sukita vor und als Diener des Königs Hattusilis. Im weiteren Verlauf des Textes gibt er Vorschriften über Opfer, unter anderem ein Schaf, die der „Statue“ darzubringen sind. Es folgen die üblichen Segenswünsche des Sonnengottes für den, der diese Anordnungen ausführt und vorbereitet, sowie die Androhung von Strafen für den, der sie nicht durchführt oder behindert oder das Bildnis zerstört. Bei dem genannten König dürfte es sich um Hattusili II., König von Kummuh und Sohn des Suppiluliuma (reg. 805–773) handeln. Da aus assyrischen Quellen ein weiterer Herrscher von Kummuh, Kuštašpi, für 755–732 bekannt ist, lässt sich Hattusilis Regierungszeit auf das zweite Viertel des 8. Jahrhunderts v. Chr. datieren, womit auch die Entstehungszeit des Reliefs gegeben ist.